# Heike Dähne-Kummerow

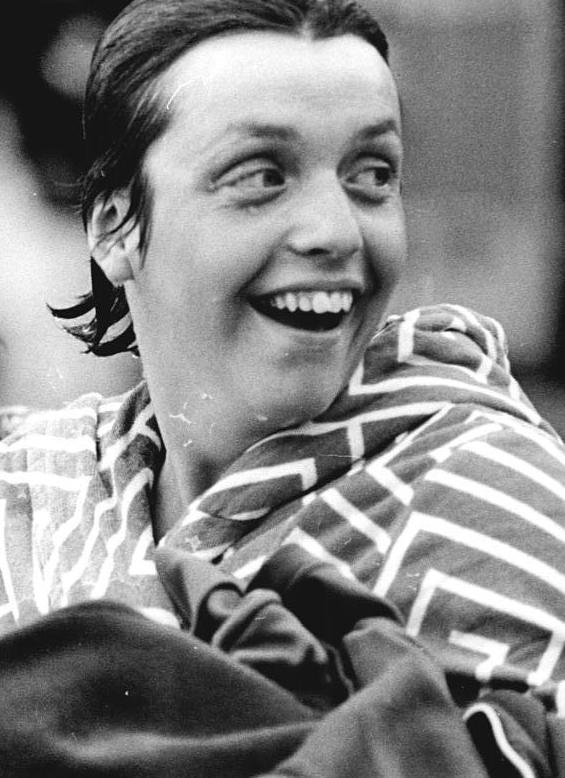
Heike Dähne 1979

Heike Dähne-Kummerow (* 15. Oktober 1961 in Zwickau, geboren als Heike Dähne, nach Heirat zuerst Heike Möller) ist eine ehemalige Schwimmerin, die für die DDR startete.

## Details
Heike Dähne vom SC Karl-Marx-Stadt siegte bei den DDR-Meisterschaften 1979 über 800 Meter Freistil und über 200 Meter Schmetterling und belegte über 100 Meter Schmetterling den zweiten Platz hinter Andrea Pollack. Bei den DDR-Meisterschaften 1980 belegte Heike Dähne hinter Ines Diers den zweiten Platz über 800 Meter Freistil. Bei den Olympischen Spielen 1980 in Moskau siegte über 800 Meter Freistil die Australierin Michelle Ford vor Ines Diers und Heike Dähne.
Bei den DDR-Meisterschaften 1981 und 1982 belegte Heike Dähne über 200 Meter Schmetterling jeweils den zweiten Platz hinter Ines Geißler. Auch bei den Schwimmeuropameisterschaften 1981 siegte Geißler vor Dähne. Bei den Schwimmweltmeisterschaften 1982 gewann Ines Geißler vor der US-Schwimmerin Mary T. Meagher, Heike Dähne erhielt als Drittplatzierte die Bronzemedaille.
Sie studierte Pharmazie an der Martin-Luther-Universität Halle-Wittenberg und betrieb  bis 2024 zwei Apotheken in Glauchau.